# Hrvatski Nogometni Klub Hajduk Split 2019-2020
Questa voce raccoglie le informazioni riguardanti l'Hrvatski Nogometni Klub Hajduk Split nelle competizioni ufficiali della stagione 2019-2020.

## Rosa
Aggiornata al 19 luglio 2020
| N. |                                 | Ruolo | Calciatore                 |
| -- | ------------------------------- | ----- | -------------------------- |
| 4  | Bulgaria (bandiera)             | D     | Kristian Dimitrov          |
| 5  | Gambia (bandiera)               | C     | Hamza Barry                |
| 6  | Croazia (bandiera)              | C     | Darko Nejašmić             |
| 7  | Croazia (bandiera)              | A     | Leon Kreković              |
| 8  | Rep. Ceca (bandiera)            | D     | Stefan Simić               |
| 9  | Croazia (bandiera)              | A     | Marin Jakoliš              |
| 10 | Croazia (bandiera)              | C     | Mijo Caktaš                |
| 11 | Nigeria (bandiera)              | A     | Samuel Eduok               |
| 13 | Croazia (bandiera)              | P     | Goran Blažević             |
| 17 | Croazia (bandiera)              | D     | Josip Juranović (capitano) |
| 18 | Bosnia ed Erzegovina (bandiera) | D     | Nihad Mujakić              |
| 19 | Croazia (bandiera)              | C     | Mario Čuić                 |
| 21 | Brasile (bandiera)              | A     | Jairo da Silva             |
| 23 | Croazia (bandiera)              | A     | Ivan Brnić                 |

| N. |                    | Ruolo | Calciatore        |
| -- | ------------------ | ----- | ----------------- |
| 24 | Croazia (bandiera) | C     | Stanko Jurić      |
| 29 | Austria (bandiera) | D     | Stipe Vučur       |
| 30 | Croazia (bandiera) | D     | Josip Bašić       |
| 31 | Croazia (bandiera) | D     | Ivan Dolček       |
| 34 | Albania (bandiera) | D     | Ardian Ismajli    |
| 35 | Croazia (bandiera) | D     | David Čolina      |
| 40 | Croazia (bandiera) | P     | Marin Ljubić      |
| 44 | Croazia (bandiera) | D     | Mario Vušković    |
| 47 | Albania (bandiera) | A     | Francesco Tahiraj |
| 55 | Croazia (bandiera) | D     | Stipe Radić       |
| 70 | Croazia (bandiera) | P     | Josip Posavec     |
| 77 | Kosovo (bandiera)  | D     | Lumbardh Dellova  |
| 93 | Libano (bandiera)  | C     | Bassel Jradi      |

## Risultati

### HT Prva liga
| Arbitro: | Tihomir Pejin (Donji Miholjac) |

|                    |           |  |
| Simić 8’ Barry 88’ | Marcatori |  |

| Arbitro: | Fran Jović (Zagabria) |

|  |           |                                        |
|  | Marcatori | 49’ Dolček 55’ (rig.) Caktaš 86’ Eduok |

| Arbitro: | Ivan Bebek (Fiume) |

|                                   |           |  |
| Caktaš 40’ Eduok 43’ Nejašmić 56’ | Marcatori |  |

| Arbitro: | Marko Matoc (Zaprešić) |

|                                  |           |             |
| Puclin 37’ Krstanović 84’ (rig.) | Marcatori | 90+6’ Eduok |

| Arbitro: | Marin Vidulin (Kanfanar) |

|                              |           |  |
| Jairo 30’, 67’ Juranović 69’ | Marcatori |  |

| Arbitro: | Igor Pajač (Sveti Ivan Zelina) |

|           |           |  |
| Mance 34’ | Marcatori |  |

| Arbitro: | Damir Batinić (Osijek) |

|           |           |  |
| Jradi 56’ | Marcatori |  |

| Arbitro: | Fran Jović (Zagabria) |

|                  |           |            |
| Andrijašević 31’ | Marcatori | 78’ Teklić |

| Arbitro: | Dario Bel (Osijek) |

|                                       |           |              |
| Caktaš 41’ (rig.) Jurić 46’ Jairo 86’ | Marcatori | 49’ Serderov |

| Arbitro: | Fran Jović (Zagabria) |

|            |           |            |
| Lončar 80’ | Marcatori | 35’ Caktaš |

| Arbitro: | Marin Vidulin (Kanfanar) |

|                        |           |  |
| Jairo 21’ Nejašmić 65’ | Marcatori |  |

| Zagabria 20 ottobre 2019, ore 17:30 CEST (UTC+2) 12ª giornata | Lokomotiva Zagabria | 0 – 0 referto | Hajduk Spalato | Stadio Kranjčevićeva (4 120 spett.)\| Arbitro: \| Ivan Bebek (Fiume) \| |
| Arbitro:                                                      | Ivan Bebek (Fiume)  |               |                |                                                                         |

| Arbitro: | Dario Bel (Osijek) |

|                         |           |  |
| Jairo 14’ Juranović 74’ | Marcatori |  |

| Arbitro: | Tihomir Pejin (Donji Miholjac) |

|                    |           |           |
| Lovrić 11’ Suk 86’ | Marcatori | 28’ Jairo |

| Arbitro: | Igor Pajač (Sveti Ivan Zelina) |

|                                |           |                     |
| Caktaš 22’ Edouk 41’ Jairo 72’ | Marcatori | 43’ Žaper 52’ Marić |

| Arbitro: | Ivan Bebek (Fiume) |

|                    |           |                     |
| Ismajli 12’ (aut.) | Marcatori | 45+1’ (rig.) Caktaš |

| Arbitro: | Fran Jović (Zagabria) |

|  |           |                                                      |
|  | Marcatori | 43’ Acosty 83’ Raspopović 87’ Gorgon 90+3’ Halilović |

| Arbitro: | Mario Zebec (Varaždin) |

|                  |           |           |
| Simić 26’ (aut.) | Marcatori | 42’ Eduok |

| Arbitro: | Ivan Bebek (Fiume)) |

|                 |           |            |
| Caktaš 62’, 69’ | Marcatori | 43’ Fintić |

| Arbitro: | Tihomir Pejin (Donji Miholjac) |

|  |           |                                                |
|  | Marcatori | 42’ Jradi 72’ (rig.) Caktaš 90+3’ (rig.) Eduok |

| Arbitro: | Igor Pajač (Sveti Ivan Zelina) |

|           |           |  |
| Eduok 28’ | Marcatori |  |

| Arbitro: | Igor Pajač (Sveti Ivan Zelina) |

|                                    |           |                  |
| Bačelić-Grgić 45+3’ Krstanović 88’ | Marcatori | 14’ (rig.) Eduok |

| Arbitro: | Ivan Bebek (Fiume) |

|                                                              |           |  |
| Kreković 10’ Jairo 35’, 56’ (rig.) Caktaš 39’, 47’ Eduok 80’ | Marcatori |  |

| Osijek 29 febbraio 2020, ore 15:00 CET (UTC+1) 24ª giornata | Osijek                | 0 – 0 referto | Hajduk Spalato | Stadio Gradski vrt (6 593 spett.)\| Arbitro: \| Fran Jović (Zagabria) \| |
| Arbitro:                                                    | Fran Jović (Zagabria) |               |                |                                                                          |

| Arbitro: | Ivan Bebek (Fiume) |

|  |           |                       |
|  | Marcatori | 47’ Kadzior 74’ Ademi |

| Arbitro: | Damir Batinić (Osijek) |

|                             |           |  |
| Čolak 61’ Gorgon 72’ (rig.) | Marcatori |  |

| Arbitro: | Zdenko Lovrić (Đakovo) |

|                                  |           |           |
| Caktaš 60’ (rig.) Dimitrov 90+7’ | Marcatori | 37’ Mamut |

| Arbitro: | Damir Batinić (Osijek) |

|  |           |           |
|  | Marcatori | 6’ Caktaš |

| Arbitro: | Ivan Vučković (Zagabria) |

|                         |           |                            |
| Vušković 49’ Caktaš 74’ | Marcatori | 19’, 40’ Drožđek 24’ Mamić |

| Arbitro: | Damir Batinić (Osijek) |

|                                |           |                       |
| Kolinger 45+1’, 90+7’ Tuci 66’ | Marcatori | 3’, 36’ (rig.) Caktaš |

| Arbitro: | Mario Zebec (Osijek) |

|                             |           |               |
| Caktaš 10’ (rig.) Eduok 60’ | Marcatori | 25’ Međimorec |

| Arbitro: | Ivan Bebek (Fiume) |

|                              |           |             |
| Hamad 17’ Suk 43’ Ndiaye 53’ | Marcatori | 45’ Jakoliš |

| Arbitro: | Mario Zebec (Osijek) |

|  |           |            |
|  | Marcatori | 15’ Bočkaj |

| Arbitro: | Ivan Bebek (Fiume) |

|                        |           |                                              |
| Ivanušec 13’ Oršić 61’ | Marcatori | 31’, 81’ Čuić 86’ (aut.) Théophile-Catherine |

| Arbitro: | Damir Batinić (Osijek) |

|                             |           |                              |
| Eduok 39’ Caktaš 69’ (rig.) | Marcatori | 19’, 45’ Čolak 90+2’ Galović |

| Arbitro: | Fran Jović (Zagabria) |

|              |           |                                              |
| Andrić 90+3’ | Marcatori | 57’, 75’ Caktaš 63’ (aut.) Grgić 90+1’ Jradi |

Fonte: Croatian Football Federation

### Coppa di Croazia
| Arbitro: | Tihomir Pejin (Donji Miholjac) |

|  |           |                       |
|  | Marcatori | 32’ Kalik 90+1’ Jairo |

| Arbitro: | Fran Jović (Zagabria) |

|                    |           |           |
| Suk 85’ Lovrić 64’ | Marcatori | 89’ Jurić |

Fonte: Federazione calcistica croata

### UEFA Europa League

#### Primo turno preliminare
| Arbitro: | Gal Leibovitz |

|  |           |                          |
|  | Marcatori | 44’ Gyurcsó 90+6’ Dolček |

| Arbitro: | Nikolas Neokleous |

|          |           |                               |
| Jradi 7’ | Marcatori | 57’ Jefferson 69’, 90+6’ Koné |

Fonte: uefa.com